# Teresa Gabriele
Teresa Kleindienst, coniugata Gabriele (Mission, 23 novembre 1979), è un'ex cestista canadese.

## Carriera
Con il Canada ha disputato due edizioni dei Giochi olimpici (Sydney 2000, Londra 2012), due dei Campionati mondiali (2006, 2010) e sette dei Campionati americani (1999, 2001, 2003, 2005, 2007, 2009, 2011).